# سوهانی
سوهانی (به لاتین: Soahany) یک منطقهٔ مسکونی در ماداگاسکار است که در ناحیه آنتسالووا واقع شده‌است.
 سوهانی  ۱۰٬۰۰۰ نفر جمعیت دارد و ۴۸ متر بالاتر از سطح دریا واقع شده‌است.